# Jens (Zwitserland)
Jens is een gemeente en plaats in het Zwitserse kanton Bern, en maakt deel uit van het district Seeland.
Jens telt 676 inwoners.